# スタディオ・ダニーロ・マルテッリ
スタディオ・ダニーロ・マルテッリ（Stadio Danilo Martelli）は、イタリア・ロンバルディア州マントヴァにある多目的スタジアム。主にサッカーの試合に使用されており、マントヴァ1911がホームスタジアムとしている。1万人以上の収容人数を誇るが、規定によりリーグ戦試合時には7,400人に制限されている。

## 概要
スタジアムの名称は、マントヴァ近郊の出身で「スペルガの悲劇」で亡くなったダニーロ・マルテッリに由来している。